# Birda
Birda es una comuna ubicada en el distrito de Timiș, Rumania.

## Superficie
Posee una superficie de 68,68 kilómetros cuadrados.

## Demografía
Hasta 2021 la población era de 1819 habitantes, con una densidad de población de 26,49 habitantes por kilómetro cuadrado.